# Osterlachen
Osterlachen (lateinisch risus paschalis), auch Ostergelächter, bezeichnet den Brauch, in der Predigt an Ostern die Teilnehmer an einem Gottesdienst zum Lachen zu bringen. In einigen Regionen – vor allem in Bayern – war es vom 14. bis 19. Jahrhundert ein fester Bestandteil des  christlichen Brauchtums.

## Geschichte
Über die Entstehungsgründe gibt es keine Quellen. Das Osterlachen ist die einzige Form, in der das Lachen in die christliche Liturgie einbezogen wurde. Allerdings wird das Osterlachen in offiziellen kirchlichen Verlautbarungen, z. B. päpstlichen Bullen, Enzykliken oder Beschlüssen eines Konzils, niemals genannt.
Zum Brauch gehörte es – insbesondere im Spätmittelalter –, dass der Priester am Ostertag von der Kanzel ein Ostermärlein, also eine erheiternde und nicht immer ganz einwandfreie Geschichte, erzählte oder eine improvisierte Schnurre zum besten gab. Beides geschah mit dem Ziel, die Gemeinde zum Lachen zu bringen. Die Geschichten wurden auch als Ostermärchen bezeichnet.
Grundanliegen des Osterlachens war es, die Osterfreude zum Ausdruck zu bringen. Es sollte die Überlegenheit und der Sieg über den Tod symbolisiert werden, der sich an Christus „verschluckt“ hat und der Lächerlichkeit preisgegeben ist. Das Osterlachen war auch eine Art, in lustiger Form Kritik an der weltlichen oder kirchlichen Obrigkeit zu üben. Als exemplarisch dürfte der Predigtstil des Wiener Hofpredigers Abraham a Sancta Clara gelten. Heutzutage kommen diesem Brauch am nächsten manche Faschingspredigten am Karnevalssonntag, dem Sonntag vor Aschermittwoch (etwa die Kölsche Mess).
Da im Spätmittelalter auch mit obszönen Handlungen und Worten versucht wurde, die Gemeinde zum Lachen zu bringen, stieß das Osterlachen im Protestantismus auf scharfe Kritik. So geht der Begriff risus paschalis zurück auf den Reformator Johannes Ökolampad, der einen Brief gegen diesen Brauch geschrieben hatte, der im Jahr 1518 von Wolfgang Capito veröffentlicht wurde.
Im 18. Jahrhundert wurde das Osterlachen immer seltener; irgendwann hielten sich nur noch die Ostermärlein. Die Regensburger Diözesankonstitutionen von 1835 verbannten „Fabeln, gereimte Dichtungen und Obskures“ aus den Predigten.
Heute (Stand 2019) beleben einzelne Priester das Osterlachen wieder. Stefan Oster, der Bischof von Passau, hält die Tradition des Osterlachens hoch und erzählt jedes Jahr nach dem Ostergottesdienst einen Witz.